# Đột biến soma

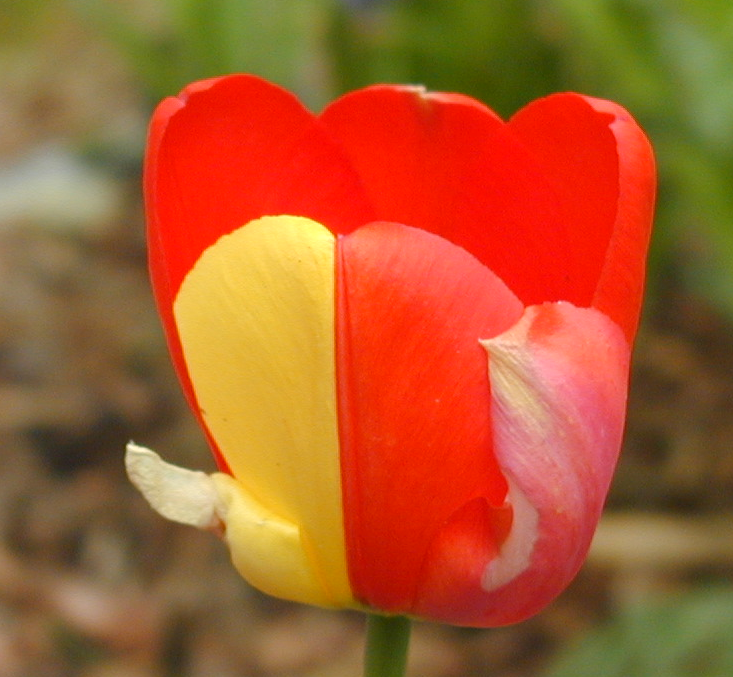
Bông hoa tulip vốn toàn các cánh màu đỏ bị đột biến soma dẫn đến một nửa cánh hoa có màu vàng.

Đột biến soma là đột biến xảy ra ở tế bào soma của một sinh vật đa bào sinh sản hữu tính. Theo nghĩa rộng nhất, đột biến soma là bất kỳ đột biến nào xảy ra trong một tế bào không phải là giao tử, tế bào mầm hoặc tế bào sinh giao tử (dòng mầm) của sinh vật gồm cả con người, có thể là đột biến gen hoặc đột biến nhiễm sắc thể hoặc cả hai, nhưng chỉ ở tế bào soma..
Đặc trưng của đột biến soma là chỉ xảy ra ở một tế bào soma hoặc một vài dòng tế bào soma ban đầu, mà không xảy ra ở tất cả và không xảy ra ở tế bào mầm, nên đột biến này không truyền được cho thế hệ sau qua sinh sản hữu tính. Tuy nhiên, đặc trưng này bị mờ nhạt ở nhóm thực vật không có dòng mầm chuyên biệt, cũng như ở nhóm động vật có thể sinh sản vô tính kiểu nảy chồi, tái sinh (chẳng hạn ở thủy tức). Mặc dù các đột biến soma không được truyền lại cho con cháu của sinh vật, nhưng đột biến đã xảy ra sẽ có ở thế hệ con cháu của tế bào bị đột biến, tạo thành dòng tế bào đột biến, đồng thời có thể biểu hiện ở một phần cơ thể trong cùng một cơ thể không đột biến, tạo nên thể khảm. Nhiều bệnh ung thư là kết quả của các đột biến soma tích lũy.

## Ảnh hưởng cho đời sau

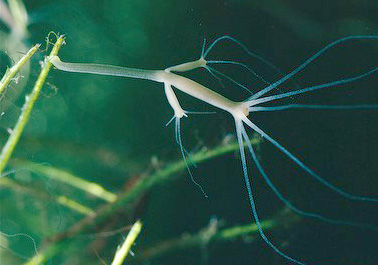
Trong nảy chồi, thủy tức mẹ có thể truyền cho con đột biến soma.

Đột biến soma có thể xảy ra ở bất kì cơ quan nào trong cơ thể, từ da, cơ cho đến nội tạng, xương, máu và mô liên kết. Ở người, có khoảng 220 loại tế bào soma, thì cũng có thể gặp các đột biến gen hoặc đột biến nhiễm sắc thể ở cả 220 loại tế bào này trong cơ thể. Về lý thuyết, đột biến soma không thể truyền cho đời con, nhưng do ảnh hưởng của nhiều yếu tố phức tạp hoặc tùy loài sinh vật, mà đời con vẫn có thể kế thừa đột biến của đời bố mẹ.
- Chẳng hạn: nhỏ cônsixin lên mầm lá cà chua lưỡng bội (2n), có thể phát sinh ra cành tứ bội (4n) trên cây lưỡng bội (2n), gọi là thể khảm. Nếu đem chiết cành này, thì có thể thu được cây cà chua con 4n, nghĩa là đột biến được di truyền với sinh vật có khả năng sinh sản sinh dưỡng.
- Tương tự như vậy, thủy tức mẹ có thể sinh ra đời sau mang đột biến soma của nó. Nói chung, các loài thực vật và động vật có khả năng sinh sản vô tính (sinh dưỡng, nảy chồi, tái sinh) như bọt biển, san hô, v.v là "ngoại lệ".[8][9]
- Ở hầu hết các loài động vật bậc cao, sự phân tách tế bào mầm khỏi tế bào soma  xảy ra trong giai đoạn phát triển ban đầu của phôi thai. Khi sự phân tách này đã xảy ra trong phôi, thì bất kỳ đột biến soma nào bên ngoài tế bào mầm đều không thể truyền cho con cái của một sinh vật. Tuy nhiên, do đột biến xảy ra quá sớm, một phần của phôi có thể mang đột biến này, từ đó có thể phát triển thành cơ thể con biểu hiện đột biến đó, gọi là thể khảm.[2][10] Ở người, đã phát hiện đột biến soma xảy ra muộn tuy khó phát hiện, vì chúng chỉ ảnh hưởng đến một vài tế bào,[4][11] nhờ đó nghiên cứu dàng này là một công cụ để tìm hiểu đột biến soma và tác động của nó.[12] Cả DNA trong nhiễm sắc thể và DNA ti thể hay DNA lục lạp (của thực vật) đều có thể tích lũy các đột biến và truyền cho dòng tế bào con; chẳng hạn ở người, đột biến DNA ti thể có liên quan đến sự phát triển của một số bệnh thoái hóa thần kinh.[13]
- Ở người, đột biến soma xảy ra càng sớm trong giai đoạn phát triển phôi thai, thì "vết" khảm càng rõ trên cơ thể người con (xem phần sau).

## Nguy cơ bệnh tật
- Các đột biến soma tích tụ trong tế bào của sinh vật khi nó già đi và theo từng đợt phân chia tế bào; vai trò của đột biến soma trong sự phát triển của bệnh ung thư đã được xác định rõ ràng, và có liên quan đến sinh học của quá trình lão hóa.[14]
- Các đột biến trong tế bào gốc tế bào thần kinh (đặc biệt là trong quá trình hình thành thần kinh) và trong tế bào thần kinh sau nguyên phân dẫn đến sự không đồng nhất về bộ gen của các tế bào thần kinh - được gọi là "khảm não" (somatic brain mosaicism).[11][15]
- Sự tích tụ của các đột biến soma do lão hóa tế bào thần kinh có thể dẫn đến bệnh thoái hóa thần kinh, bao gồm cả bệnh Alzheimer, tuy chưa phát hiện được bằng chứng. Phần lớn các tế bào của hệ thần kinh trung ương ở người trưởng thành là sau nguyên phân và các đột biến ở người trưởng thành có thể chỉ ảnh hưởng đến một tế bào thần kinh duy nhất, khác với ung thư là dẫn đến tăng sinh dòng vô tính. Tuy nhiên, các đột biến soma có thể góp phần gây ra sự chết rụng tế bào.[16] Do đó, việc giữ gìn thai nhi khỏi bị ảnh hưởng cũng như chế độ dinh dưỡng và sinh hoạt của người cao tuổi là rất quan trọng, góp phần giảm bớt nguy cơ này.